# Gyna scripta
Gyna scripta är en kackerlacksart som beskrevs av Giglio-Tos 1916. Gyna scripta ingår i släktet Gyna och familjen jättekackerlackor. Inga underarter finns listade i Catalogue of Life.